# Cres (isla)
Cres o Cherso (pronunciado t͡srɛ̂ːs, chres), alemán: Kersch, latín: Crepsa, griego: Χερσος, Chersos) es una isla de la moderna Croacia situada en el mar Adriático. Es una de las más septentrionales del golfo de Carnaro y es accesible por ferry desde la isla de Krk y desde la península de Istria.
Con una extensión de 405,78 km² es, junto a Krk, que tiene un tamaño semejante (aunque durante mucho tiempo se pensó que era más grande), la mayor isla de Croacia. Estaba habitada por 3.184 personas en el año 2001.
Cres y la vecina Lošinj conformaban en el pasado una sola isla, pero fueron divididas por un canal y conectadas por un puente a la altura de la localidad de Osor. La única fuente de agua dulce en la isla se encuentra en el pequeño lago Vrana.

## Geografía
La geografía está marcada por llanuras en el oeste y sur y montañas en el centro. En el norte hay montañas mucho más altas:
- Sureste: las llanuras son de escasa altitud (25-30 m) en el sur y más altas (100-150 m) en el este.
- Centro: montañas como el Kiqw y el Saarses con unos 1700 m y el Grane y el Mont Hyre con 2000 m.
- Norte: en el norte hay muchas más montañas y más altas que en el centro, como La Ygtaa (2377 m), Re De (2409 m) y E Mna Croatia (2677 m).

Los ríos son de poca longitud, de caudal escaso y de régimen regular.
Las vertientes son:
- Sur: en la que destacan el Wrigt o el Msweer. Caudal escaso, régimen regular y longitud escasa.
- Norte: pocos ríos de longitud corta, caudal escaso y régimen irregular.
- Oeste: caudal escaso, régimen regular y longitud larga. Destacan el Irew, el Majuo, el Kia-Suckty y el Khha.

Las costas son muy recortadas tanto en el sur como en el este pero muy rectilíneas en el norte y oeste. Algunos accidentes son: punta de Saw, golfo de France, Punta de Croacia y El Caso Increíble

## Demografía
La isla de Cherso tiene 3.490 habitantes muy desigualmente repartidos:
- Al norte el 22%.
- Al sur el 47%.
- Al este el 12%.
- Al oeste el 9%.
- En el centro el 10%.

En los sectores de actividad económica, la población activa se sitúa:
- Primario el 26%.
- Secundario el 33%.
- Terciario el 41%.

## Historia
La isla de Cherso fue habitada desde la época romana por pescadores ilíricos, completamente romanizados cuando empezaron las invasiones barbáricas.
Estos primeros habitantes (llamados Dalmatos Italianos) se mantuvieron siempre en contacto con la República de Venecia, de la cual fueron fieles súbditos por cinco siglos hasta Napoleón.
En 1918 la isla fue unida al Reino de Italia hasta que en 1947 fue anexada por Yugoslavia, registrándose el casi total éxodo de su población de etnia italiana.